# Roy Ridley
Maurice Roy Ridley (25 janvier 1890, à Orcheston St Mary – 12 juin 1969) est un écrivain et poète britannique, Fellow et chapelain du Balliol College. Il a également été professeur invité à Bowdoin avec le soutien de la Tallman Foundation.

## Carrière
M. R. Ridley étudie au Clifton College et au Balliol College. De 1920 à 1945 il est Fellow et maître-assistant à Balliol. Ridley est professeur invitée en 1930 et 1931 au Bowdoin College avec le soutien de la Tallman Foundation. Il est conférencier au Bedford College à l'Université de Londres à partir de 1948. Il y obtient un doctorat.

## Dans la culture populaire
Dorothy L. Sayers s'est inspiré de M. R. Ridley pour son personnage de fiction Lord Peter Wimsey (le détective archétypal gentleman britannique et aristocratique) après avoir vu Ridley lire son poème Oxford lors de la remise du Newdigate Prize en juillet 1913.

## Distinctions
- Prix Newdigate, 1913

## Œuvres
- (en) Keats' Craftsmanship : A Study in Poetic Development, Oxford, Clarendon, 1933, 312 p.
- (en) Studies in Three Literatures. English, Latin, Greek. Contrasts and Comparisons, Londres, Dent, 1962, 177 p. (ISBN 0-313-20189-7)
- (en) Shakespeare's Plays : A Commentary, Londres, Dent, 1937, 227 p.
- (en) Abraham Lincoln, Glasgow, Blackie, 1965, 200 p.
- (en) On Reading Shakespeare, Londres, British Academy, 1940, 197 p.